# Nikolai Florianowitsch Dobrowolski
Nikolai Florianowitsch Dobrowolski (russisch Николай Флорианович Добровольский, wiss. Transliteration Nikolaj Florianovič Dobrovol'skij; * 1837 im Gouvernement Tambow, Russisches Kaiserreich; † 31. Januarjul. / 12. Februar 1900greg. in Peterhof) war ein russischer Maler des russischen Realismus und Fotograf. Er reiste viel durch Russland und malte Landschaften aus verschiedenen Regionen des Landes. Er schuf auch eine Reihe von Gemälden, die das Leben der russischen Bauern darstellen, darunter Bäuerliche Hochzeit (1875) und Bauernhof (1876). Seine Werke zeichnen sich durch ihre Detailgenauigkeit und ihre lebendigen Farben aus.

## Leben und Werk
Dobrowolski erhielt zunächst eine militärische Ausbildung am 1. Moskauer Kadettenkorps Kaiserin Katharina II., das ihn auf die Offiziersprüfung vorbereitete. 1855 wurde er nach bestandener Prüfung als Offizier zum 12. Dragoner-Starodubowski-Regiment ausgemustert, in dem er bis 1863 diente. Nach seinem Abschied von der Kaiserlich Russischen Armee arbeitete er als Fotograf und eröffnete ein eigenes Fotostudios in Woronesch. 1866 siedelt er nach Moskau über und eröffnete ein Fotostudio am Nikitski-Boulevard. Beim Kauf wurde er von den Malern und Fotografen Michail Borissowitsch Tulinow und Michail Michailowitsch Panow unterstützt, mit denen er langjährig befreundet war. Später verlegte er sein Studio nach Sankt Petersburg in die Karawannajastraße (nahe dem Newski-Prospekt). 1872 erhielt er für seinen Fotoatlas von Woronesch eine Bronzemedaille.
Von 1874 bis 1877 studierte er an der Kaiserlichen Kunstakademie in Sankt Petersburg, vermutlich bei Pawel Petrowitsch Tschistjakow. Dobrowolski verbrachte den Sommer 1874 zusammen mit Ilja Repin, Alexei Bogoljubow und Konstantin Sawizki in Veules-les-Roses in der Normandie. Von 1874 (?) bis 1882 war Dobrowolski Mitglied der Gesellschaft für Kunstausstellungen in Sankt Petersburg, deren Vorsitzender er im Jahr 1880 war. Für sein Gemälde Große russische Straße im Herbst wurde er 1877 mit einer kleinen Goldmedaille (Künstler 2. Klassenranges) ausgezeichnet, was mit der Verleihung eines 12. Zivilrang in der Rangtabelle verbunden war. Das Gemälde selbst wurde später auf der Pariser Weltausstellung 1878 ausgestellt und anschließend vom Moskauer Kunstmäzen Pawel Tretjakow für seine Sammlung erworben.
Dobrowolski spezialisierte sich auf Landschafts- und Genremalerei und wurde für seine Darstellungen des russischen Landes und des bäuerlichen Lebens bekannt. Er malte auch Porträts und Stillleben. In den 1870er Jahren begann er, an Ausstellungen der Peredwischniki teilzunehmen, einer Gruppe russischer realistischer Künstler, die sich der Darstellung des Alltagslebens und der sozialen Probleme Russlands widmeten. 1881 erhielt er für die Gemälde Kieler Bucht (russisch Кильская бухта) und Na buksire die große Goldmedaille (Künstler 1. Klassenranges) verbunden mit einem Stipendium für eine Europareise und dem 9. Zivilrang. Obwohl Dobrowolski nie ein offizielles Mitglied der Peredwischniki wurde, teilte er ihre künstlerischen Ideale und wurde mit ihnen assoziiert. Ilja Repin, ein Mitglied der Peredwischniki und wohl bekanntester Vertreter des russischen Realismus, und Dobrowolski kannten sich und standen künstlerisch miteinander in Verbindung. Repin malte 1882 von Dobrowolski ein Porträt, das heute im Russischen Museum in Sankt Petersburg ausgestellt ist. Ab Mitte der 1880er Jahre war er in Irkutsk wohnhaft. 1886 folgte eine ausgedehnte Reise durch Sibirien. Dobrowolski starb 1900 in der Stadt Peterhof.

## Gemälde (Auswahl)
Seine Werke befinden sich in verschiedenen Museen in Russland, darunter in der Tretjakow-Galerie in Moskau und im Russischen Museum in Sankt Petersburg.

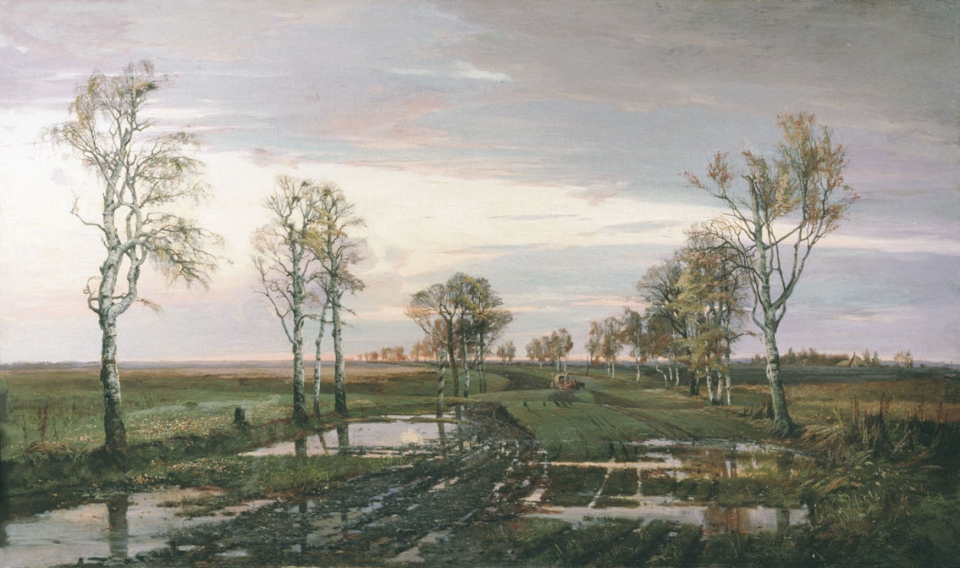
Die große russische Straße im Herbst (1877), Sujet bezieht sich auf die Rasputiza Kunstmuseum Krasnodar
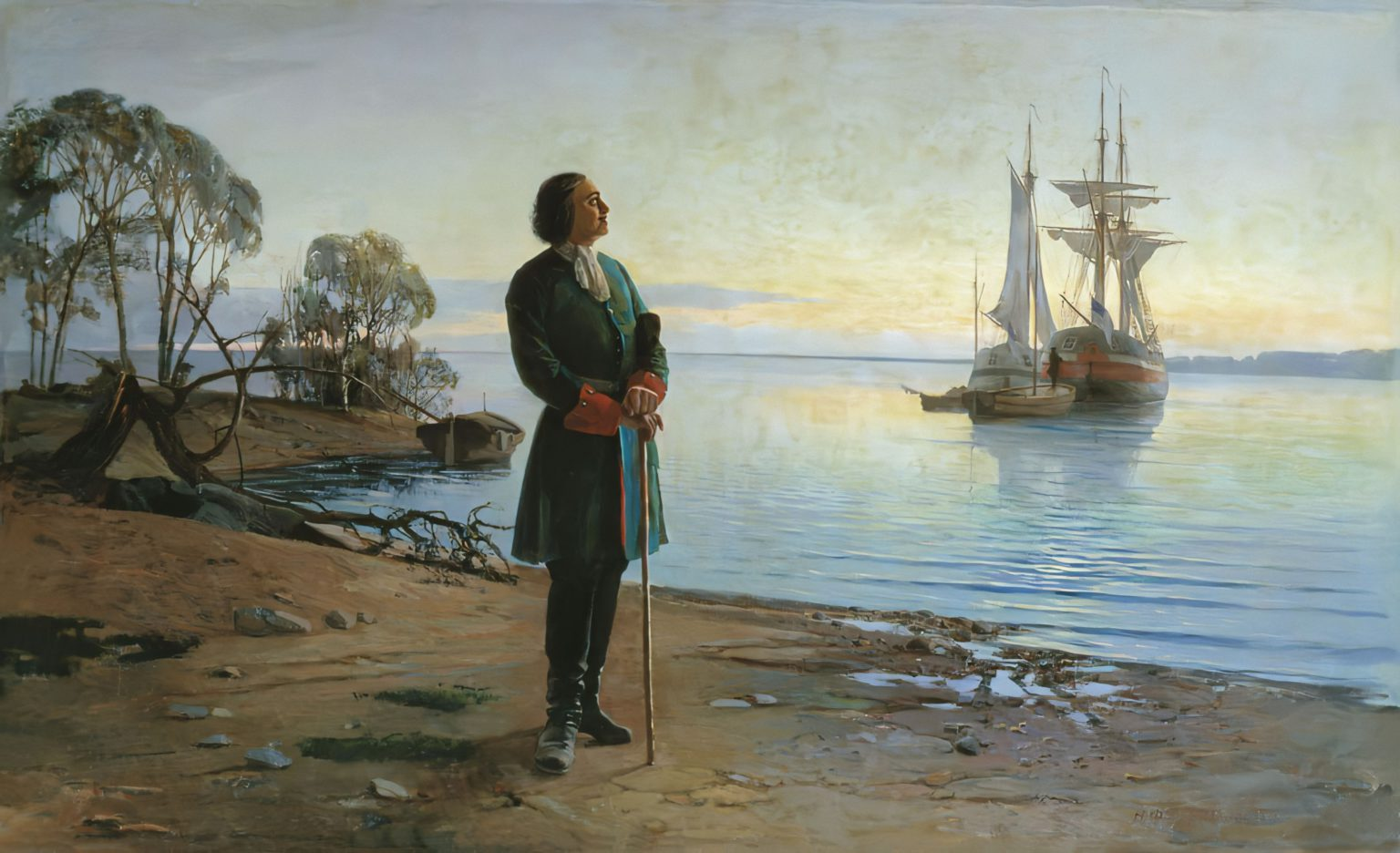
Hier wird die Stadt gegründet (1880), Das Sujet bezieht sich auf die Stadtgründung von Sankt Petersburg durch den auf die Newa-Mündung blickenden Peter den Großen Zentrales Marinemuseum St. Petersburg
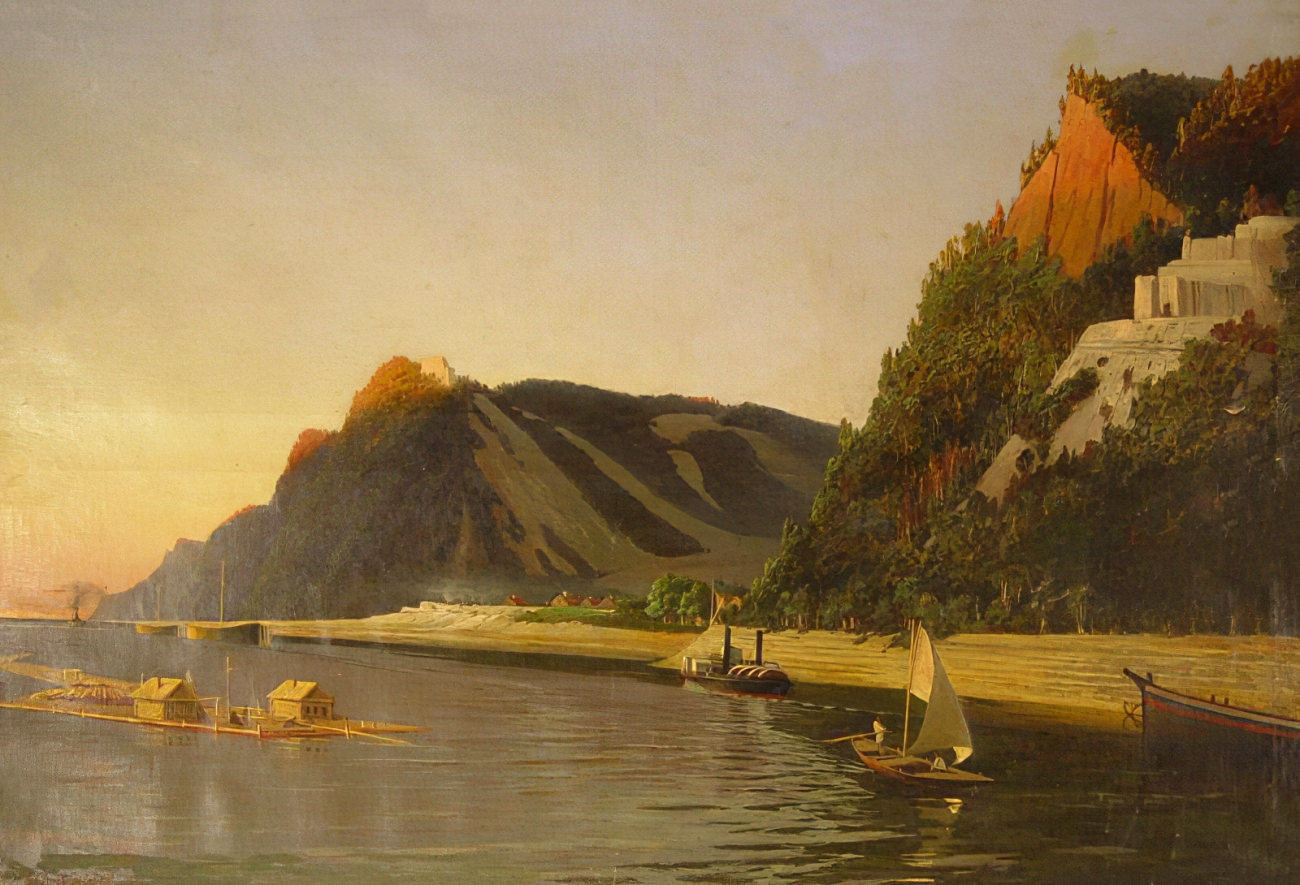
Zarew Kurgan. Wolga (1885), Staatliches Museum der Bildenden Künste der Republik Tatarstan
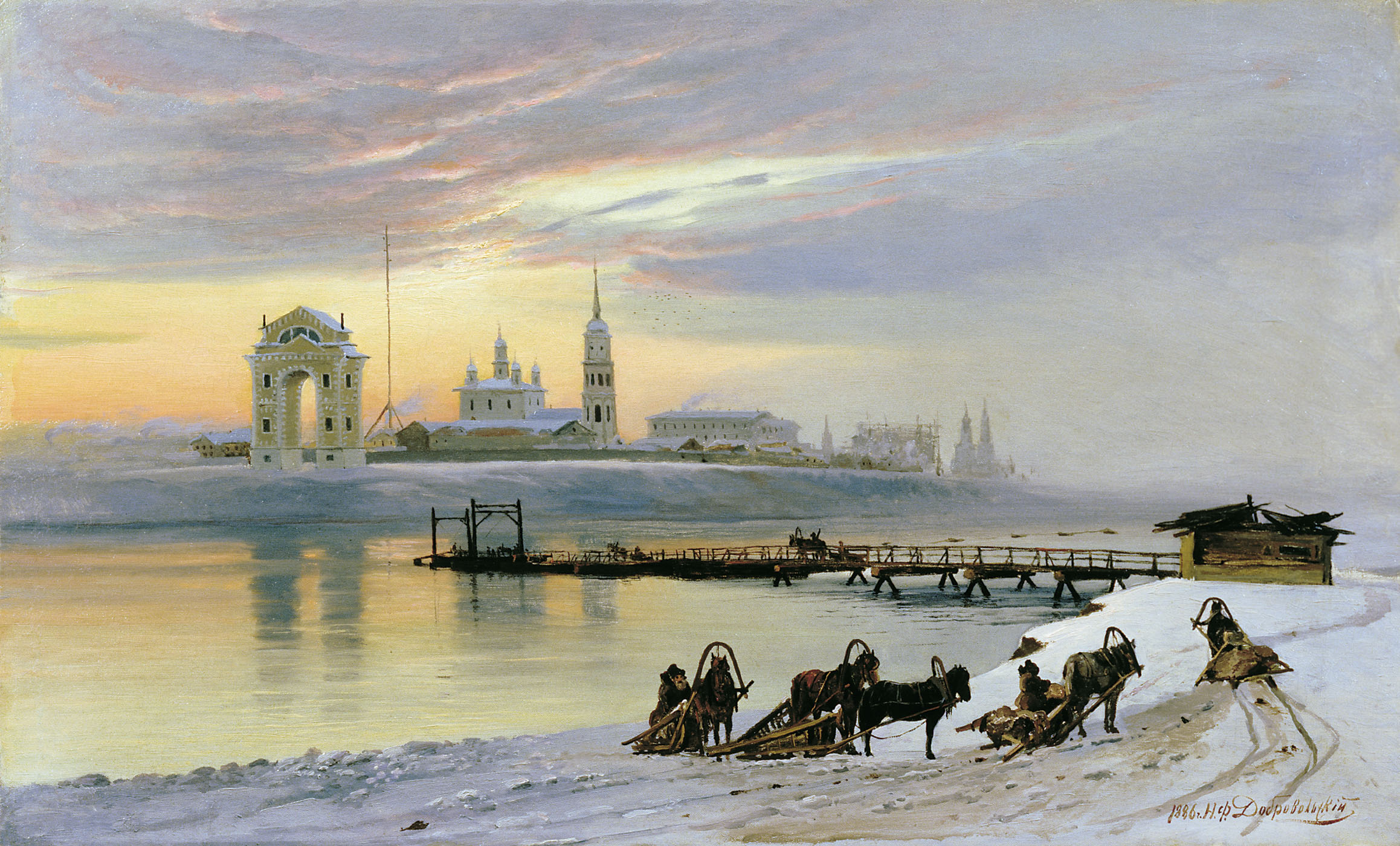
Überquerung der Angara in Irkutsk (1886), Regionales Kunstmuseum Irkutsk
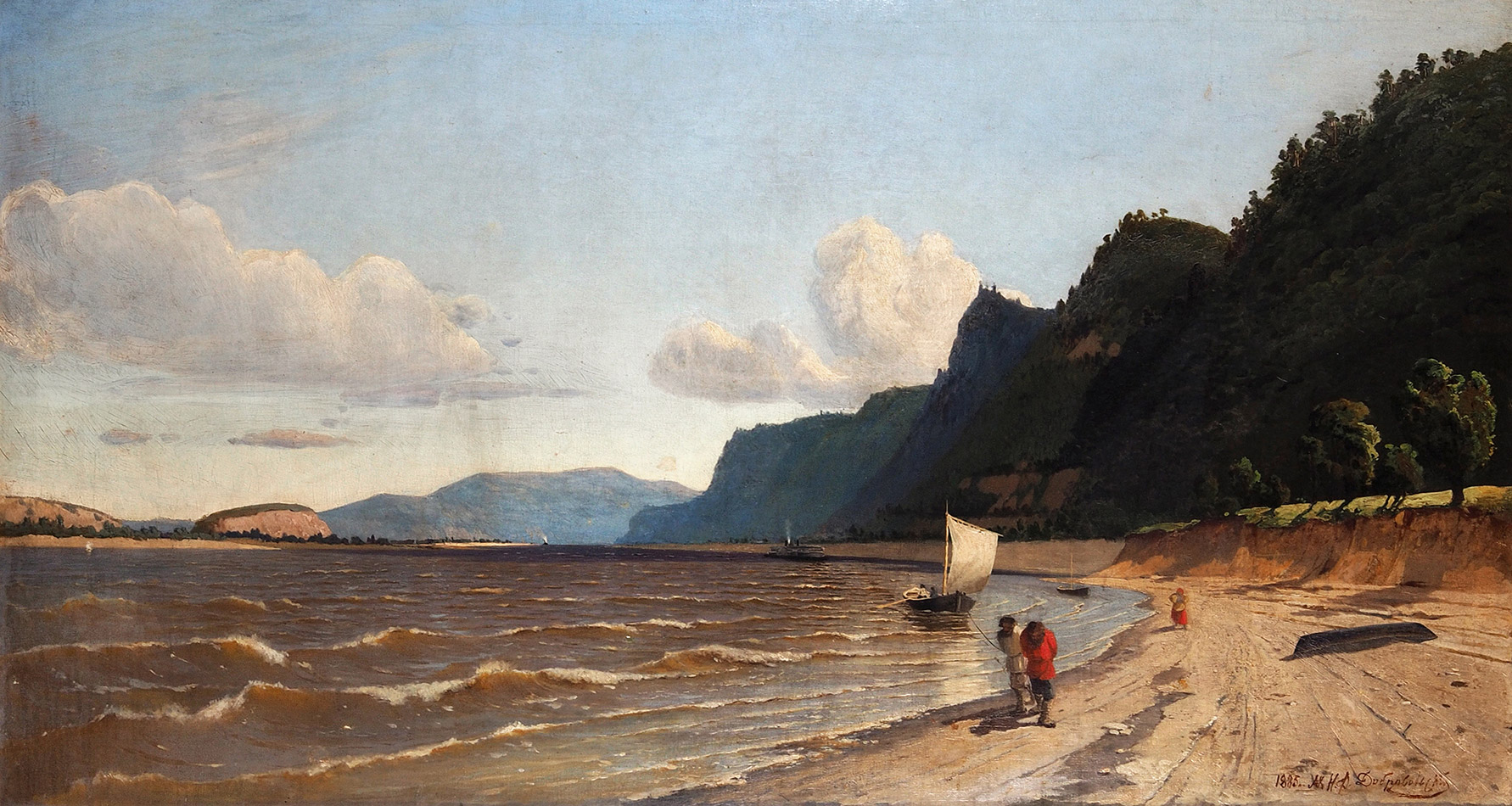
Schiguli (1885), Privatbesitz
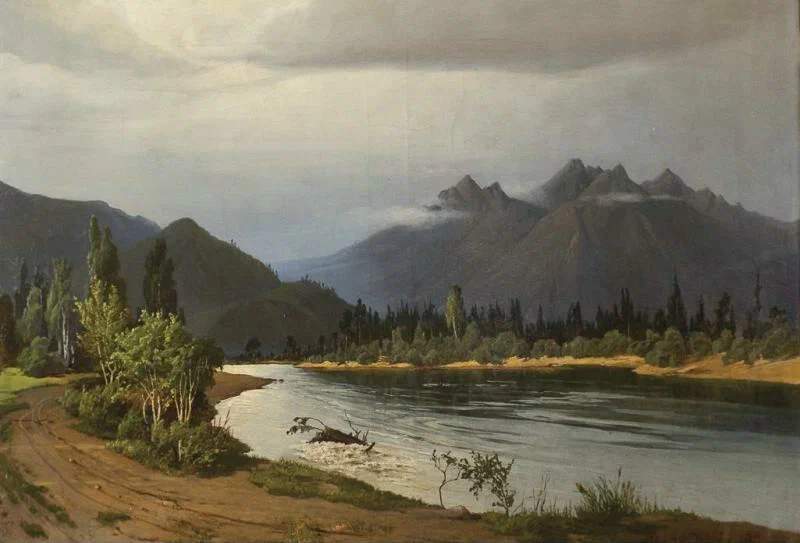
Irkut bei Schimki, Tunkinski, Burjatien (1886), Regionales Kunstmuseum Irkutsk
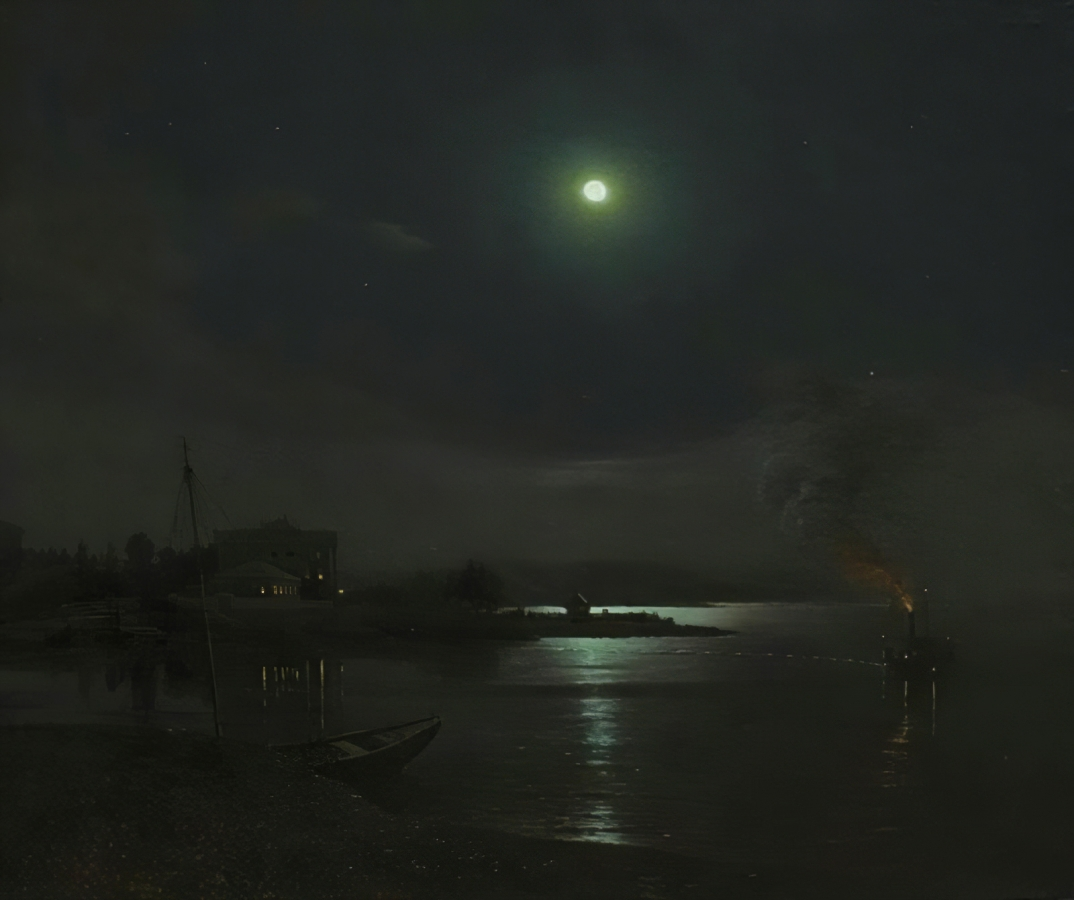
Angara bei Nacht (1886), Regionales Kunstmuseum Irkutsk
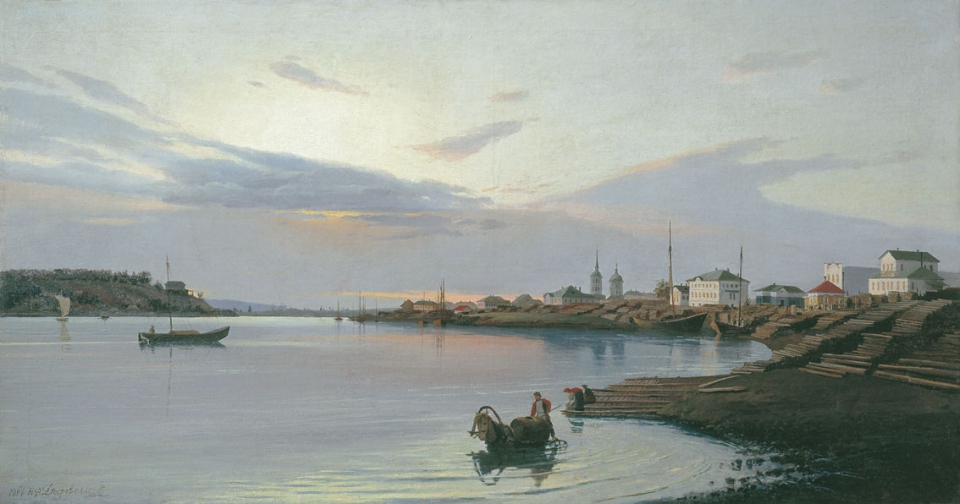
Angara-Lände in Irkutsk (1886), Regionales Kunstmuseum Irkutsk
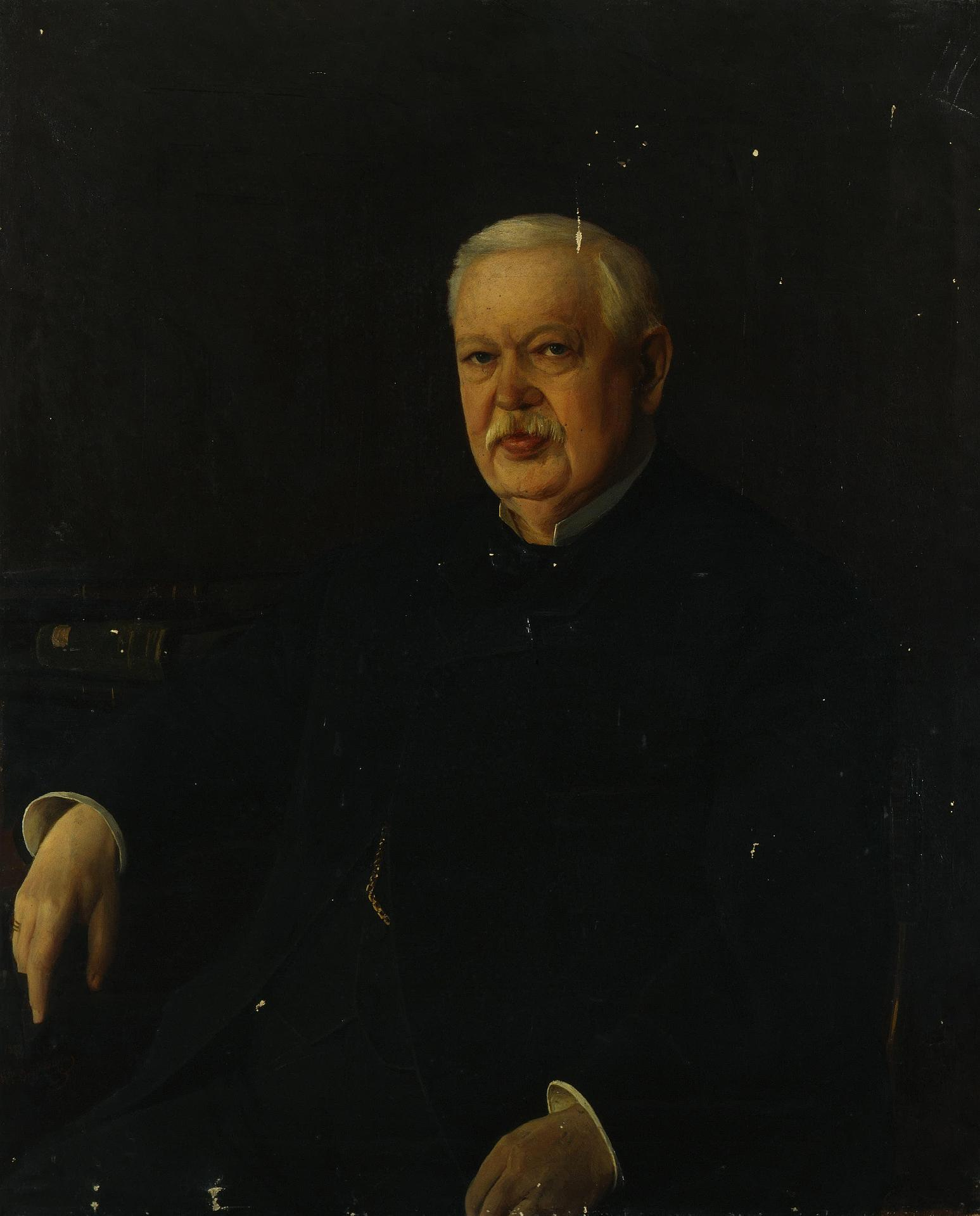
Porträt von Nikolai Iwanowitsch Kokscharow (1888), Eremitage Sankt Petersburg